# ݡ
Fāʾ trois points souscrits vers le haut ‹ ݡ › est une lettre additionnelle de l’alphabet arabe proposée durant des ateliers organisés par l’Isesco dans les années 1980. Elle est composée d’un fāʾ ‹ ف › diacrité de trois points souscrits vers le haut au lieu d’un point suscrit. Elle n’est pas à confondre avec le fāʾ trois points souscrits ‹ ڥ › dont les trois points sont vers le bas.

## Utilisation
Cette lettre a été proposée, durant des ateliers organisés par l’Isesco dans les années 1980, pour transcrire une consonne fricative bilabiale voisée /β/ dans l’écriture du mahorais, transcrite v macron ‹ v̄ › avec l’alphabet latin.
Un fāʾ petit v souscrit est ensuite proposé pour la transcription de cette consonne lors d’un atelier de l’Isesco à N’Djamena en 2003.